# (6745) Nishiyama
(6745) Nishiyama est un astéroïde de la ceinture principale.

## Description
(6745) Nishiyama est un astéroïde de la ceinture principale. Il fut découvert le 7 mai 1994 à Kitami par Kin Endate et Kazuro Watanabe. Il présente une orbite caractérisée par un demi-grand axe de 2,23 UA, une excentricité de 0,14 et une inclinaison de 6,1° par rapport à l'écliptique.

## Compléments